# Krasnopresnenskaja

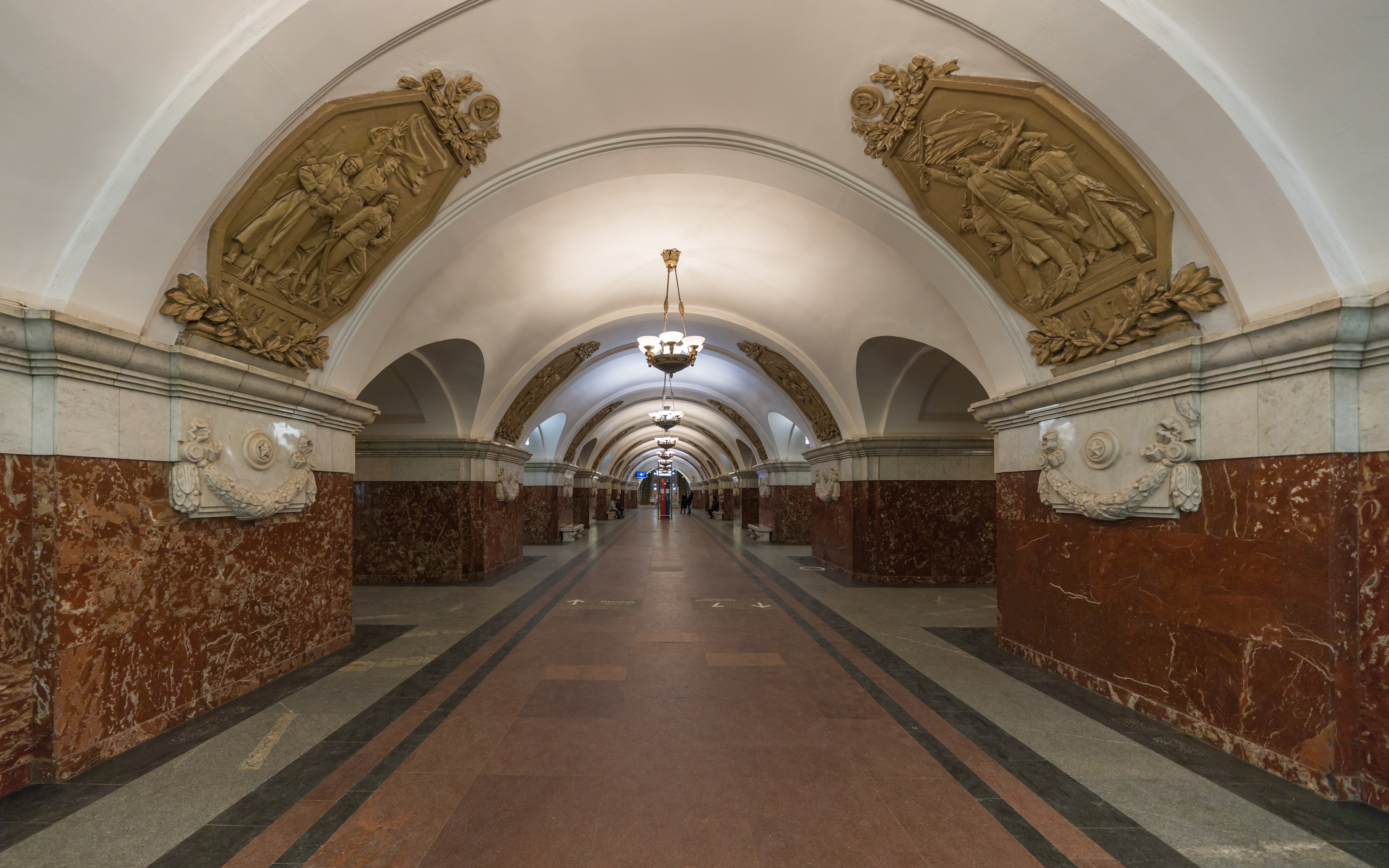
Bahnsteighalle

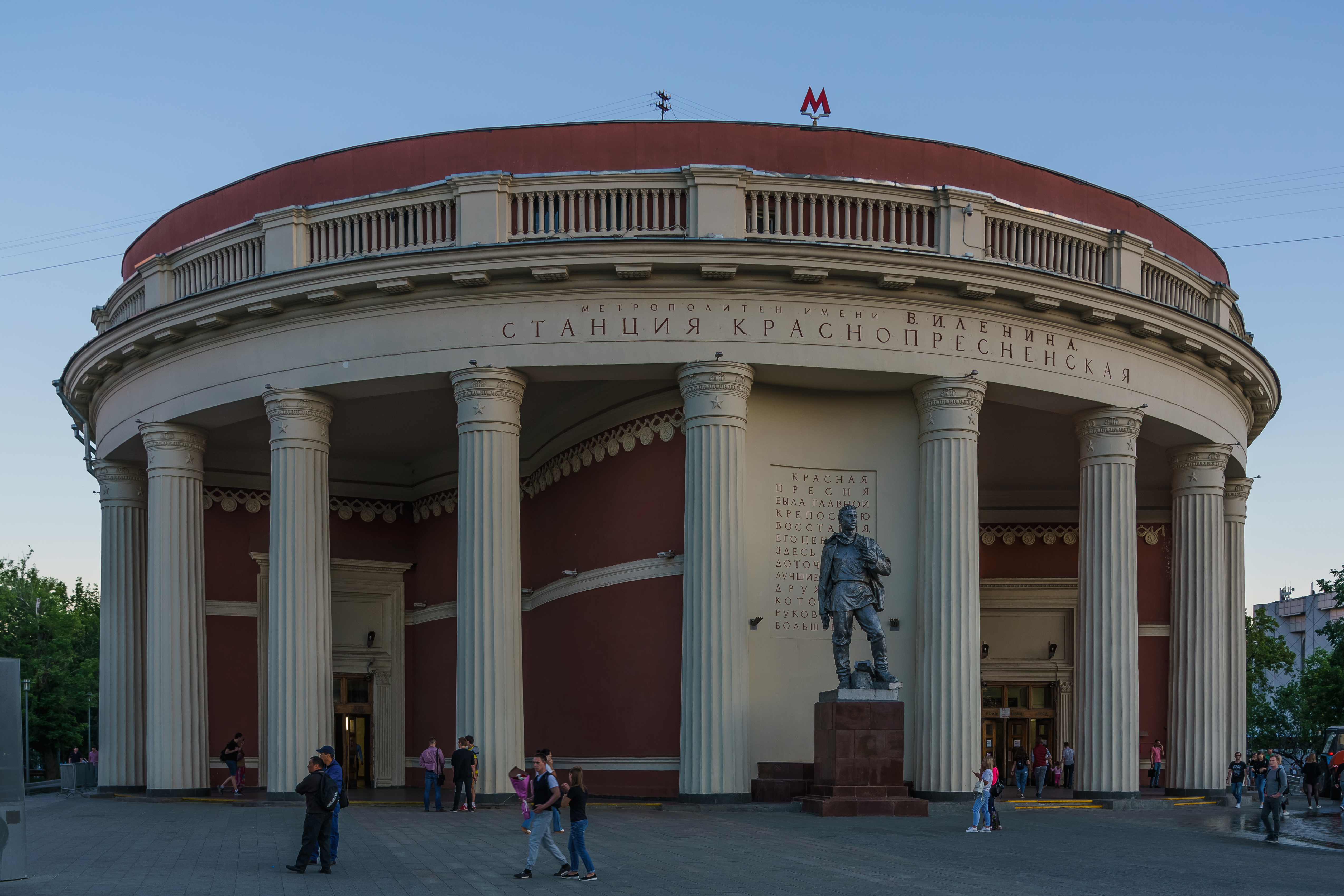
Vestibülgebäude

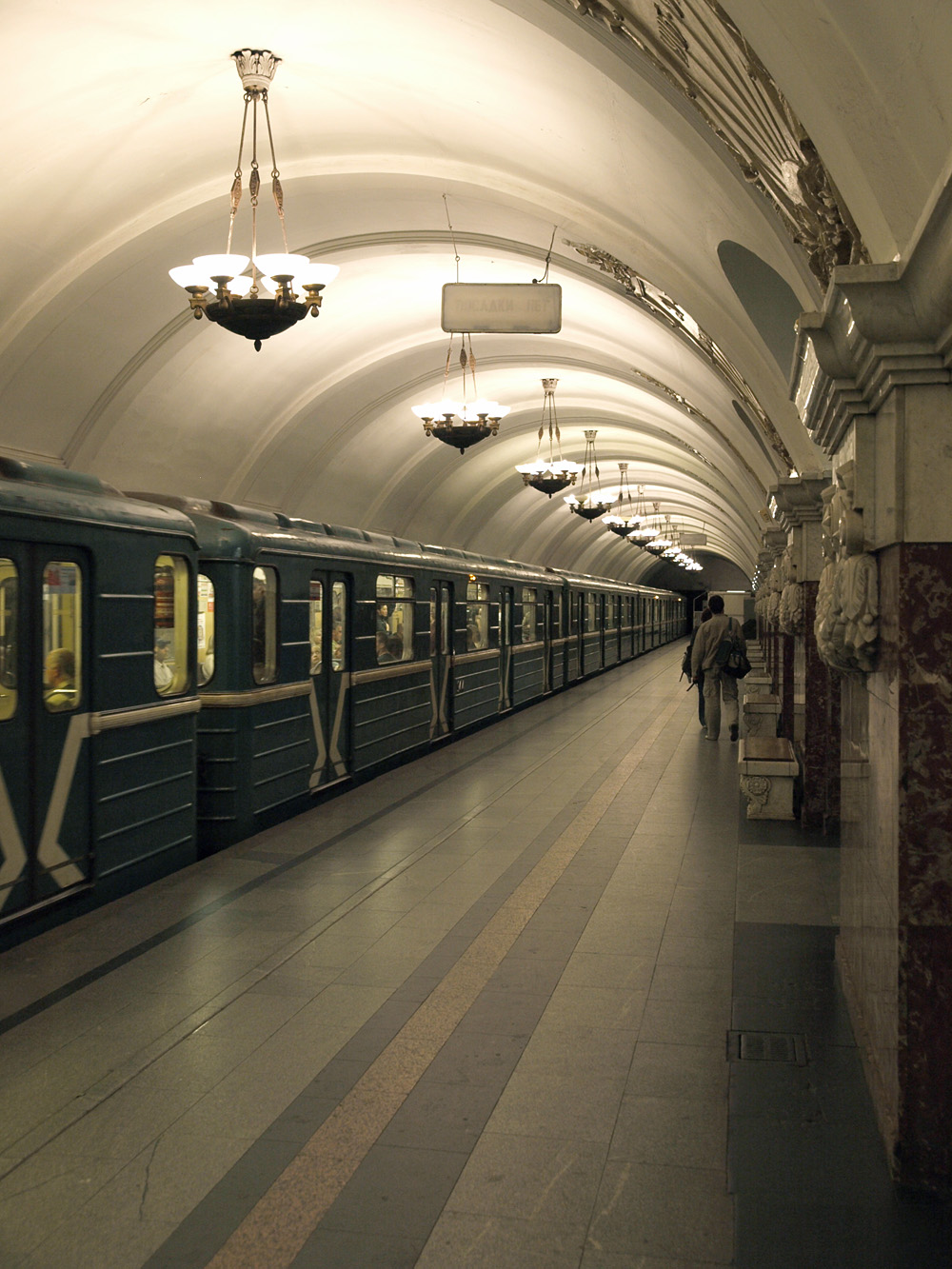
Einfahrender Zug

Krasnopresnenskaja (russisch Краснопре́сненская (Ausspracheⓘ)) ist ein U-Bahnhof der Metro Moskau an der Kolzewaja-Linie (auch: Ringlinie). Er befindet sich im Nordwesten des Moskauer Zentrums, knapp außerhalb des Gartenrings um den historischen Moskauer Stadtkern.

## Beschreibung
Die Station Krasnopresnenskaja wurde am 14. März 1954 innerhalb des letzten Teilstückes der Ringlinie (zusammen mit der Station Kiewskaja) in Betrieb genommen. Der Name des Bahnhofs ist abgeleitet vom Toponym Krasnaja Presnja, was wörtlich „Rotes Presnja“ bedeutet. Dabei ist Presnja ursprünglich der Name eines kleinen, seit Anfang des 20. Jahrhunderts vollständig in eine unterirdische Röhre geleiteten Nebenflusses der Moskwa. Dieser gab auch der Ortschaft nordwestlich des Gartenringes ihren Namen. Zu Sowjetzeiten erhielt dieser Stadtteil, ursprünglich eine traditionelle Arbeiterwohngegend, den Namen Krasnaja Presnja in Andenken an die heftigen Kämpfe, die sich dort während der Russischen Revolution 1905 ereignet hatten.
Der U-Bahnhof verfügt über einen Zugang, der sich oberirdisch in einem separaten Vestibülgebäude mit rundem Grundriss und einer ionischen Säulenreihe befindet. Das Gebäude wurde nach einem Entwurf des armenischen Architekten Karo Alabjan errichtet und steht an der Südseite der Straße Krasnaja Presnja. In fußläufiger Nähe zum U-Bahnhof befinden sich unter anderem das Zuckerbäcker-Hochhaus am Kudrinskaja-Platz (wenige hundert Meter östlich des Vestibülgebäudes direkt vor der Kreuzung der Straße Krasnaja Presnja mit dem Gartenring), der Haupteingang des Moskauer Zoos (gleich gegenüber dem Vestibül auf der anderen Seite der Straße), die Botschaft der Vereinigten Staaten (am Gartenring, etwa zehn Minuten Fußweg vom U-Bahnhof) sowie der Sitz der russischen Regierung (wenige Minuten Fußweg in südliche Richtung).
Die Bahnsteighalle der Krasnopresnenskaja liegt 35 Meter unter Tage und ist mit dem Vestibül durch einen Rolltreppenschacht verbunden. Dieser führt zum südlichen Ende der Halle, während von ihrem nördlichen Ende aus seit 1972 ein Übergang zur Station Barrikadnaja der Tagansko-Krasnopresnenskaja-Linie besteht. Vor der Errichtung dieses Übergangs endete die Bahnsteighalle in einer Sackgasse, an deren Ende eine Skulpturenkomposition mit Abbildungen Lenins und Stalins stand.
In der Nähe der Station Krasnopresnenskaja befindet sich das Fahrzeugdepot Krasnaja Presnja der Kolzewaja-Linie, weswegen Züge aus Richtung Kiewskaja, die dieses Depot ansteuern, an der Krasnopresnenskaja enden.

## Architektur
Der Mittelbahnsteig mit der 9,5 Meter breiten Bahnsteighalle in seiner Mitte ist von einem bogenförmigen Gewölbe überdeckt, das durch zwei arkadenartige Pylonenreihen gestützt wird. Typisch für Moskauer U-Bahnhöfe der frühen Nachkriegszeit weist die Halle eine sehr prunkvolle und geräumige Gestalt auf. In Anspielung auf das Toponym „Rotes Presnja“ ist die Basis der Pylonen durchgehend mit dunkelrotem Marmor verkleidet. Oberhalb der Pylonen jeweils auf der Seite der Bahnsteighalle befinden sich Reliefkompositionen (insgesamt 14) mit stilisierten Motiven der Arbeiterkämpfe während der Revolution 1905 sowie der Oktoberrevolution 1917. Das Licht kommt von den vergoldeten Kronleuchtern am Gewölbescheitel. Den Fußboden bilden schlichte Muster aus hellroten, grauen und schwarzen Granitplatten. Die Wände über den beiden Gleisen sind mit weißem Marmor aus dem Ural verkleidet.